# Šigenobu Ókuma
Šigenobu Ókuma (japonsky 大隈 重信, Ókuma Šigenobu; 11. března 1838, Saga – 10. ledna 1922, Tokio) byl japonský politik, 5. premiér Japonska v roce 1898 a v letech 1914–1916. Byl znám jako propagátor západní kultury a westernizace Japonska. Byl liberálem a anglofilem.

## Život
Byl synem samuraje z klanu Saga. Již v mládí, krátce po smrti svého otce, zavrhl tradiční japonské vzdělání a zvolil vzdělání evropské, především za pomoci Guido Verbacka, nizozemského misionáře působícího v Nagasaki. V politice se začal angažovat jako podporovatel přesunu moci od klanu Tokugawa zpět k japonskému císaři (hnutí sonno joi). Když císař Meidži roku 1868 skutečně získal moc pro císařský dvůr a zároveň se rozhodl pro modernizaci Japonska (reformy Meidži), byl krátce poté Ókuma povolán do vlády. Patřil pak ke hlavním architektům reforem, především v ekonomické oblasti. Za fiskální politiku vlády byl odpovědný v letech 1869–1881. V závěru této etapy byl i ministrem financí (okurakjo). Proslul tím, že když byli členové vlády požádáni, aby navrhli novou japonskou ústavu, Ókuma přišel s nejradikálnějším návrhem, podle nějž by se do roka konaly první demokratické volby, vznikl by parlament a nový vládní kabinet by podle britského vzoru odpovídal tomuto parlamentu. Tento návrh nebyl přijat a stál Šigenobu ministerské křeslo, po konfliktu s Hirobumi Itóem, centrální osobností vlády, jakkoli stále ještě nikoli premiérem (tento post byl ustaven až roku 1885). Spor odhalil Ókumu jako zdaleka "nejzápadnějšího" a nejdemokratičtějšího japonského politika své doby a vyvolal velký ohlas na japonské politické scéně, takže Šigenobu po odchodu z kabinetu založil novou politickou stranu Rikken Kaišintó (Progresivní stranu), která britský parlamentní model dále propagovala, byť ne zcela úspěšně, neboť císař vyhlásil roku 1889 ústavu mnohem konzervativnější, ukotvující spíše panující oligarchii.
Po odchodu z kabinetu, roku 1882, založil Šigenobu Univerzitu Waseda v Tokiu, soukromou vysokou školu, která patří dodnes k nejprestižnějším v císařství. Roku 1888 se do vlády vrátil a zaujal post ministra zahraničí (1888–1889, 1896–1897), později i ministra zemědělství a obchodu (1897). V roce 1898 svou stranu spojil se stranou Jijutó (Liberální stranou), první japonskou politickou stranou, založenou Itagaki Taisukem. Nová strana nesla název Kenseitó (Konstituční strana). Spojení s Taisukem mu vyneslo i premiérský post, byť jen nakrátko. V roce 1907 odešel z politiky, chtěl se věnovat plně univerzitě a také žurnalistice a vydavatelské činnosti, vlastnil či vedl významné liberální noviny – Hoči šimbun, Šin Nippon a Taikan. Avšak v roce 1914 mu byl nabídnut znovu post premiéra a přijal. Přibral si brzy i resorty zahraničních věcí (1915) a vnitra (1914–1915). Vedl tak Japonsko v době první světové války, což byla ovšem pro Japonsko doba rozkvětu, neboť se války účastnilo spíše symbolicky (na straně Trojdohody) a především bohatlo na obchodu. Šigenobu ovšem v úřadě zhoršil vztahy s Čínou, na níž vyvinul značný tlak. V roce 1916 ze zdravotních důvodů rezignoval a definitivně odešel z politiky.